# Mecze reprezentacji Polski w piłce ręcznej mężczyzn prowadzonej przez Michała Skórskiego
Zestawienie meczów reprezentacji Polski w piłce ręcznej mężczyzn, prowadzonej przez Michała Skórskiego:

## Oficjalne mecze międzypaństwowe
| Nr | Przeciwnik | Miejsce  | Data          | Impreza            | Wynik (Polska-rywal) | Raport |
| -- | ---------- | -------- | ------------- | ------------------ | -------------------- | ------ |
| 1. | Portugalia | Gdańsk   | 13 marca 2025 | eliminacje ME 2026 | 36:36                |        |
| 2. | Portugalia | Odivelas | 16 marca 2025 | eliminacje ME 2026 | 27:33                |        |

## Bilans meczów
|                 | zwycięstwa | remisy | porażki |
| ogółem          | 0          | 1      | 1       |
| dom             | 0          | 1      | 0       |
| wyjazd          | 0          | 0      | 1       |
| neutralny teren | 0          | 0      | 0       |

|                 | zdobyte | stracone |
| ogółem          | 63      | 69       |
| dom             | 36      | 36       |
| wyjazd          | 27      | 33       |
| neutralny teren | 0       | 0        |